# Fui (canción de Reik)
Fui es una canción y el segundo sencillo del álbum Un día más de la agrupación mexicana Reik, lanzada oficialmente el 15 de diciembre del 2008 a través de la discografíca Sony BMG Norte.
Esta canción ocupó los primeros lugares durante una semana en las listas de música de EE.UU. y México, siendo esta la segunda canción popular del disco después de la canción Inolvidable.

## Lista de canciones

### Descarga digital
- 'Fui' - 2:54

## Posicionamiento en listas
| Listas (2022)                      | Mejor posición |
| ---------------------------------- | -------------- |
| México (México Airplay)            | 3              |
| Estados Unidos (Hot Latin Songs)   | 26             |
| Estados Unidos (Latin AirPlay)     | 26             |
| Estados Unidos (Latin Pop AirPlay) | 9              |

## Historial de lanzamiento
| Región | Fecha                   | Formato                     | Discográfica                            | Ref.  |
| ------ | ----------------------- | --------------------------- | --------------------------------------- | ----- |
| México | 15 de diciembre de 2008 | Descarga digital, Streaming | Universal Music, Universal Music México | [ 8 ] |